# Blue (cântec)
"Blue" este un cantec a cantautoarei galeze Marina Diamandis profesional cunoscută sub numele de Marina and the Diamonds, extras ca al șaselea single promotional de pe al treilea album de studio Froot pe data de 13 iulie 2015.
Cântecul, la fel ca toate celelalte melodii, în al treilea album de studio a lui Diamandis, a fost scris de cantareata și co-produs cu David Kosten. Piesa vorbește despre ruptura povestei de dragoste și dorința cantareaței de a nu mai se simți tristă asa cum sugerează și titlul; De fapt, culoarea albastră a fost întotdeauna asociată cu tristețea și jargon anglo-saxon "Blue" poate însemna trist.

## Videoclipul
Videoclipul oficial a fost lansat la data de 16 iulie 2015. Videoclipul a fost filmat în parcul de distracții "Dreamland" în Margate. Clipul are cantareata în mai multe scene; Există mai multe schimbări de costume și o mulțime de scene care sa ilustreze locul de joacă în care Marina trece timpul, tot pentru un capabil vizual la farmecul privitorului. Spre sfârșitul videoclipului Marina efectuează, de asemenea o coregrafie. În câteva ore videoclipul depășește 250.000 de vizualizări pe canalul oficial al cantareatei si mai mult de 30.000 de aprecieri.